# Neomammillaria crodidata
Neomammillaria crodidata là một loài thực vật có hoa trong họ Cactaceae. Loài này được (Lem.) Britton & Rose mô tả khoa học đầu tiên năm 1923.